# Miriam Bulgaru
Miriam Bulgaru, née le 8 octobre 1998 en Roumanie, est une joueuse roumaine de tennis professionnelle.

## Carrière professionnelle
Elle débute sur le circuit WTA en 2018 lors du tournoi WTA 250 de Bucarest. Elle perd son match du 1er tour face à la Chinoise Wang Yafan. Il faut attendre ensuite plusieurs années avant qu'elle remporte son 1er match sur le circuit principal à Cluj face à la Turque İpek Öz (en).
En Grand Chelem, son meilleur résultat est un 2e tour en qualifications de Roland-Garros 2023 et 2024.
En septembre 2024, elle gagne son 1er titre WTA 125 lors du tournoi de Bucarest, en dominant en finale la joueuse du Liechtenstein Kathinka von Deichmann.

## Palmarès

### Titre en simple en WTA 125
| No | Date       | Nom et lieu du tournoi             | Catégorie | Dotation  | Surface      | Finaliste              | Score         |          |
| -- | ---------- | ---------------------------------- | --------- | --------- | ------------ | ---------------------- | ------------- | -------- |
| 1  | 09-09-2024 | Tiriac Foundation Trophy, Bucarest | WTA 125   | 115 000 $ | Terre (ext.) | Kathinka von Deichmann | 6-3, 1-6, 6-4 | Parcours |

## Parcours en Grand Chelem

### En simple dames
| Année | Open d'Australie | Open d'Australie | Internationaux de France | Internationaux de France | Wimbledon | Wimbledon      | US Open | US Open      |
| ----- | ---------------- | ---------------- | ------------------------ | ------------------------ | --------- | -------------- | ------- | ------------ |
| 2023  | —                | —                | Q2                       | Kayla Day                | —         | —              | Q1      | Ankita Raina |
| 2024  | Q1               | Ma Yexin         | Q2                       | Katie Volynets           | Q1        | Lulu Sun       | Q1      | Ana Konjuh   |
| 2025  | Q2               | Julia Riera      | Q3                       | Julia Riera              | Q1        | Elsa Jacquemot |         |              |

N.B. : à droite du résultat se trouve le nom de l'ultime adversaire.

## Classements WTA en fin de saison
| Année          | 2016 | 2017 | 2018 | 2019 | 2020 | 2021 | 2022 | 2023 | 2024 |
| Rang en simple | 596  | 548  | 425  | 373  | 375  | 405  | 288  | 200  | 184  |
| Rang en double | 931  | 908  | 792  | 507  | 444  | 404  | 475  | –    | 1632 |

Source : (en) Classements de Miriam Bulgaru sur le site officiel de la Fédération internationale de tennis